# Мыгра
Мыгра — деревня в Нюксенском районе Вологодской области.
Входит в состав Городищенского сельского поселения, с точки зрения административно-территориального деления — в Городищенский сельсовет.
Расстояние по автодороге до районного центра Нюксеницы — 35 км, до центра муниципального образования Городищны — 5 км. Ближайшие населённые пункты — Лопатино, Нижняя Горка, Макарино, Быково, Слобода, Нижнее Каменное, Дворище.
По переписи 2002 года население — 12 человек.